# Poubeau
Poubeau ist eine französische Gemeinde mit 79 Einwohnern (Stand 1. Januar 2022) im Département Haute-Garonne in der Region Okzitanien (zuvor Midi-Pyrénées). Die Einwohner werden als Poubéens bezeichnet.

## Geographie
Umgeben wird Poubeau von den sechs Nachbargemeinden:
|                  | Bourg-d’Oueil                               | Cirès        |
| Jurvielle        | Kompassrose, die auf Nachbargemeinden zeigt | Cathervielle |
| Portet-de-Luchon | Garin                                       |              |

## Bevölkerungsentwicklung
| Jahr                       | 1962 | 1968 | 1975 | 1982 | 1990 | 1999 | 2004 | 2009 | 2017 | 2019 |
| -------------------------- | ---- | ---- | ---- | ---- | ---- | ---- | ---- | ---- | ---- | ---- |
| Einwohner                  | 16   | 11   | 10   | 30   | 39   | 53   | 68   | 74   | 76   | 80   |
| Quellen: Cassini und INSEE |      |      |      |      |      |      |      |      |      |      |

## Sehenswürdigkeiten
- Kirche St-Simplice, erbaut im 15. Jahrhundert

## Weblinks

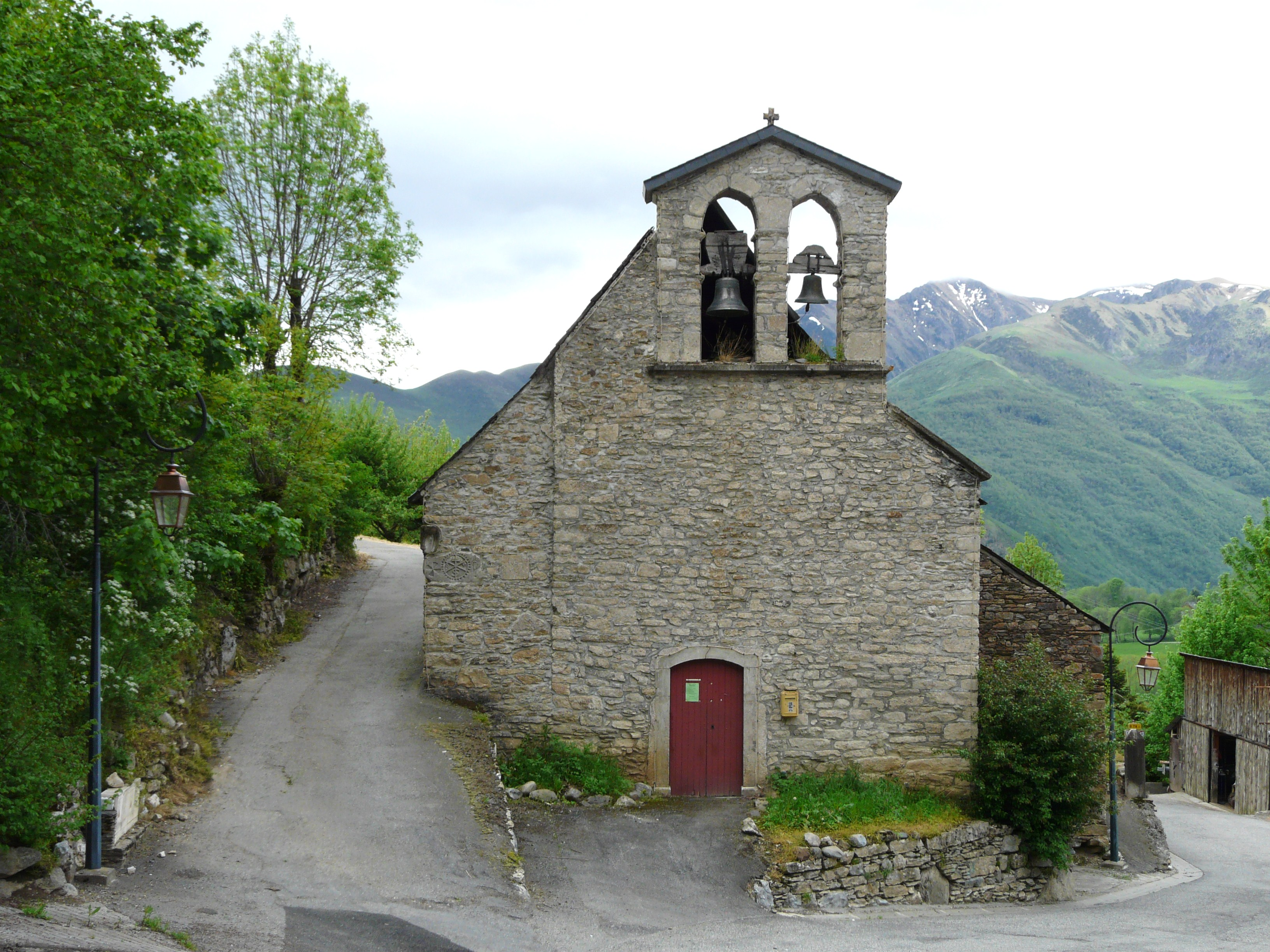
Kirche St-Simplice